# Алберобело
Алберобѐло (на италиански: Alberobello, на местен диалект Aiarubbédde, Аярубеде) е град и община в Южна Италия, провинция Бари, регион Пулия. Разположен е на 428 m надморска височина. Населението на общината е 11 157 души (към 2011 г.).
Известен е със своите многобройни кръгли къщи, наречени трули. Заради тази особеност градът е един от обектите в Списъка на световното културно и природно наследство на ЮНЕСКО за Италия.
Малкото градче Алберобело е закътано в Южна Италия. В буквален превод името означава „Красиво дърво“. Това, което печели популярност на този италиански район, са уникалните постройки, известни като трули (Trulli). Трулите са семпли, но солидни кръгли жилища с конусовиден покрив, изградени от камъни без хоросан. Строителство им е започнало в средата на XV век. Алберобело се разпростира на 2 хълма, разделени от речно корито.
На изток е разположен новият град с модерни постройки, а на запад са пръснати трули постройките, разделени в 2 основни части – „Monti“ и Aia Piccola. Трулите са обявени за национален паметник на Италия, както и за част от световното историческо и културно наследство от 1996 година.
В двете области на Алберобело, които са съставени почти изцяло от трули съдържат над хиляда от тези уникални варовикови жилища. Трулите могат да се видят и в други части на италианския регион Апулия – в градовете Локоротондо, Фасано, Цистерино, Мартина Франка и Месапика. По своята същност трулите са забележителен пример за сухото строителство.
Всички са направени единствено от варовик и други камъни, без абсолютно всякакъв цимент или свързващ материал. Първите трули са построени през 16 век, след като местните фермери са принудени да се установят тук и да обработват земята.
Най-забележителната част от конструкцията на трулите е техният покрив. На пръв поглед изглежда доста странен с неговата конична форма. Построен е от 2 пласта, като вътрешният слой е направен от големи парчета варовик, а външният е измайсторен от варовикови плочи. Той има за цел да не пропуска вода.
Покривът на една трула, в повечето случаи, е изграден от няколко конуса. Някога бели, покривите сега са черни, защото плочите са потъмнели от слънцето. На самия конус на покрива обикновено има символ с религиозно или друго значение, като звезда, сърце, полумесец, кръст и други. На върха на покрива обикновено има орнамент, който също носи някаква символика.
Стените на трулите са доста дебели (над 1 метър), за да може във вътрешността на варовиковата къща да е топло през зимата и прохладно лятно време. В повечето случаи в трулата има централна стая, с допълнителни помещения подобни на ниши. По-голямата част от трулите имат една стая под всеки конус от покрива.
Има доста теории за построяването на трулите. Една от тях разказва, че поради невероятно високите данъци в миналото, населението на Апулия построява конструкциите без цимент и други спойки, защото така цели големи части от къщите бързо могат да се разглобят. Твърди се, че една трула може да бъде превърната буквално в купчина камъни, за около час. Според друга версия трулите са строени така, защото принципът на строителство е елементарен, а и варовикът в района е в изобилие.
Макар и трулите да са под егидата на ЮНЕСКО, доста чужденци са собственици на трули в Алберобело. Да си купиш трула обаче е доста скъпо удоволствие – реставрацията на една такава постройка е доста сложна. Днес някои от трулите са превърнати в малки хотели, където туристите могат да отседнат и да се насладят на усещането да нощуват в една малка и уютна трула.